# 喬納森·范奈斯
喬納森·范奈斯（英語：Jonathan Van Ness，1987年3月28日—）是一位美国一名发型师和电视名人。他因为担任网飞真人秀节目《粉雄救兵》的发型和美容顾问而知名。
范奈斯一直都以男同性恋者的打扮视人，但也因此和他女性化的裝扮而受到霸凌。2012年，他被確診為人類免疫缺陷病毒（HIV)感染者。